# Pharmaceutical Group of the European Union

Logo der PGEU

Die Pharmaceutical Group of the European Union (PGEU), zu deutsch Zusammenschluss der Apotheker in der Europäischen Union (ZAEU), ist der europäische Interessenverband der öffentlichen Apotheker. Er vertritt die Apothekerverbände 30 europäischer Länder, darunter EU-Mitgliedsstaaten sowie Beitrittskandidaten und EFTA-Länder. Insgesamt beschäftigt der Apothekensektor der Europäischen Union etwa eine halbe Million Menschen.
Nahezu 400.000 Apotheker werden vom ZAEU vertreten.

## Entwicklung
1959 wurde der ZAEU parallel zur Gründung der EG als Plattform für Informations- und Know-how-Austausch ins Leben gerufen. Über die Jahre hat sich das Aufgabenfeld des ZAEU stark erweitert, da er sich den veränderten Umständen im Apothekerberuf und in der Entwicklung Europas angepasst hat.
Heute analysiert und beeinflusst der ZAEU die Aktivitäten der EG-Organe und anderer relevanter Entscheidungsträger das Gesundheitswesen betreffend, um sicherzustellen, dass die gesetzlichen Rahmenbedingungen die Apotheker in ihrem Auftrag für die Gesundheit der Menschen unterstützen. Er pflegt vielerlei Kontakte zu anderen Organisationen, die sich mit Gesundheit befassen; insbesondere mit Verbraucherschutzorganisationen wie dem BEUC.

## Aufgabenfelder
- Aus- und Weiterbildung der Apotheker
- Allgemeine Gesundheit
- Pharmazeutika
- Europäischer Binnenmarkt
- Patienteninformation
- Gesundheit und das Internet
- Nahrungsergänzungsmittel

## Struktur
Im Büro ihrer ständigen Vertretung in Brüssel arbeiten vier Mitarbeiter, die wichtige Informationen beschaffen, analysieren und weiterreichen, die juristische Gutachten erstellen und die Kommission in wichtigen Beschlüssen bezüglich des Apothekensektors beraten. Dreimal jährlich tritt die Generalversammlung zusammen, in der die Delegationen der einzelnen Mitgliedsländer alle wichtigen Entscheidungen treffen, beispielsweise über die ZAEU-Politik oder das jährliche Budget. Nach der Generalversammlung im Juni jeden Jahres organisiert der ZAEU ein Symposium, bei dem Experten aus den europäischen Institutionen, aus nationalen Instanzen, der Pharma-Industrie und verschiedenen Patientenverbänden anwesend sind. Der Vorstand tritt immer einmal im Monat zusammen; die Präsidentschaft rotiert jährlich. Da der ZAEU in sehr unterschiedlichen Themenbereichen tätig ist, schafft er zusätzliche Arbeitsgruppen zu einzelnen Themen, die das Sekretariat und den Vorstand in ihrer Arbeit unterstützen.